# Sangue di mostro a colazione
Sangue di mostro a colazione è il terzo libro della saga Horrorland, di Piccoli Brividi, scritta da R.L. Stine.

## Edizioni
- R. L. Stine, Sangue di mostro a colazione, traduzione di Alessandra Orcese, collana Horrorland, Arnoldo Mondadori Editore, 2008,  p. 182.